# Bataille de Kohima
Seconde Guerre mondiale
Batailles
Invasion japonaise de la Birmanie :
- Rivière Bilin
- Pont de la Sittang
- Pégou
- Barrage routier de Taukkyan
- Route Yunnan-Birmanie (Tachiao
- Oktwin
- Taungû)
- Shwedaung
- Prome
- Yenangyaung

Opérations en Birmanie (1942-1943) :
- Arakan
- The Hump
- Chindits
- Nord de la Birmanie et ouest du Yunnan

Opérations en Birmanie en 1944 :
- Chindits (2)
- Admin Box
- U-Go (Imphal
- Sangshak
- Court de tennis
- Kohima)
- Myitkyina
- Mogaung
- Mont Song

Opérations en Birmanie (1944-1945) :
- Meiktila et Mandalay
- Pakokku et Irrawaddy
- Colline 170
- Île de Ramree
- Tanlwe Chaung
- Dracula
- Elephant Point
- Coude de la Sittang

La bataille de Kohima s'est déroulée durant l'Opération U-Go, l'offensive japonaise menée en Inde en 1944 durant la Seconde Guerre mondiale.
Elle a eu lieu du 4 avril au 22 juin 1944 autour de la ville de Kohima, au nord de l'Inde, en parallèle à la bataille d'Imphal.

## Importance stratégique
Kohima représentait le meilleur point stratégique pour passer de la Birmanie vers l'Inde. Sa prise permettait de couper la route qui permettait aux Britanniques de ravitailler leurs troupes à Imphāl, séparant l'ennemi de sa base logistique dans la vallée du Brahmapoutre.

## Combats

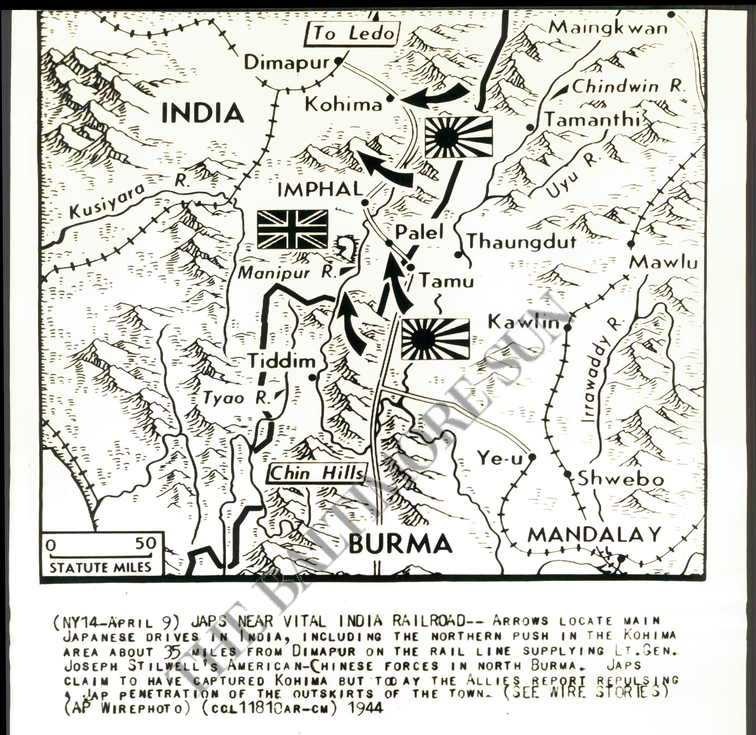
Plan de la bataille.

Des troupes de la 161e brigade de l'Indian Army fut déployée pour la défense de Kohima et aider la garnison locale mais n'étaient pas encore toutes arrivées quand l'offensive japonaise débuta. Le siège commença le 6 avril, la garnison indienne étant soumise à un tir d'artillerie continuel de la part des Japonais. Les troupes s'affrontèrent dans des combats féroces sur l'arête de Kohima et notamment autour du bungalow qui servait d'ordinaire à l'administrateur colonial britannique. Le bungalow fut finalement pris dans la nuit du 17 au 18 avril mais la 161e brigade finit ensuite par arriver en force pour venir en aide à la garnison.
Les Britanniques montèrent une contre-offensive contre les positions japonaises, soutenus par des frappes de la Royal Air Force contre les positions japonaises. La mousson avait commencé, rendant le terrain difficilement praticable. Les positions japonaises furent bientôt encerclées et enlisées dans un terrain fangeux où les cadavres s'entassaient. Le 16 mai, les Alliés, ayant reçu des renforts, lancèrent une nouvelle offensive.

## Retraite japonaise
Les Japonais n'avaient pas emporté suffisamment de provisions. La 31e division ne disposait que de trois semaines de nourriture. À la fin mai, les soldats japonais étaient affamés. Tout en continuant à détruire des ponts qui conduisaient à Imphal, les troupes japonaises commencèrent à se retirer fin mai. Sans nourriture ni soins, trop faibles et trop malades pour rejoindre les hôpitaux établis par l'armée à Ukhrul, les Japonais survivants achevèrent de battre en retraite le 22 juin pour rejoindre les troupes qui se battaient à Imphal.